# Elberfeld (Indiana)
Elberfeld es un pueblo ubicado en el condado de Warrick en el estado estadounidense de Indiana. En el Censo de 2010 tenía una población de 625 habitantes y una densidad poblacional de 788,61 personas por km².

## Geografía
Elberfeld se encuentra ubicado en las coordenadas 38°9′42″N 87°26′53″O / 38.16167, -87.44806. Según la Oficina del Censo de los Estados Unidos, Elberfeld tiene una superficie total de 0.79 km², de la cual 0.79 km² corresponden a tierra firme y (0%) 0 km² es agua.

## Demografía
Según el censo de 2010, había 625 personas residiendo en Elberfeld. La densidad de población era de 788,61 hab./km². De los 625 habitantes, Elberfeld estaba compuesto por el 97.28% blancos, el 0.16% eran afroamericanos, el 0.96% eran amerindios, el 0% eran asiáticos, el 0% eran isleños del Pacífico, el 0% eran de otras razas y el 1.6% pertenecían a dos o más razas. Del total de la población el 1.28% eran hispanos o latinos de cualquier raza.